# Catoblepia vicenciona
Catoblepia vicenciona är en fjärilsart som beskrevs av Hans Fruhstorfer 1912. Catoblepia vicenciona ingår i släktet Catoblepia och familjen praktfjärilar. Inga underarter finns listade i Catalogue of Life.